# حزب وحدة وادي النيل
حزب وحدة وادي النيل هو أحد الأحزاب السياسية السودانية التي تكونت حديثا بموجب المادة (9/3) من قانون تنظيم الأحزاب السودانية لعام 1998م

## مؤسس الحزب
قام بتأسيس الحزب السيد المهندس ”عبد الحكيم محمد عثمان راضي“ وهو رئيـس الحزب حاليا و”عصام الدين مرغني جمــال“ الأمين العام للحزب حالياً بالإضافة إلى مجمـوعة من الأعضاء المؤمنين بمبادئ و أهداف الحـزب, وذلك في 23 يناير 1999 م على خلفية ”حــزب وحــدة وادي النيل“ الذي تأسس عام 1945م بزعامة ”الدرديري أحمد إسماعيل“, ذاك الحزب دخل بوحدة مع مصر عام 1953م بعد قيام ثورة 23 يوليو المصرية في يوليو 1952م مع أحزاب اتحادية أخرى.

## خلافات الحزب
(الأشقاء, الأحرار الديمقراطيون .. وآخرين) مكونين معا ”الحزب الوطني الاتحادي“ خلق خلافات وانقسامات في الماضي بل والحاضر أيضا أولها ما بين الزعيم الأزهري والزعيم ”محمد نور الدين“ والتي انتهت بتسوية الأمر حيث ظــل الزعيم الأزهري رئيسا للحزب و محمد نور الدين وكيلا للحزب (إي نائب للرئـيس) وربما كثيرين من أعضا الحزب الاتحادي الحاليين لا يعلمون شيئا عن هذا الخلاف  والخلاف الآخر، وهو الذي أدى إلى تشكيل ”حزب الشعب الديمقراطي“ بزعامـة الشيخ علي عبد الرحمن الأمين والذي تمت تسويته أيضا ولكن بتعديل الاسـم إلى ”الحزب الاتحادي الديمقراطي“ بدلا عن الحزب الوطني الاتحادي ثم خلافات الحاضر والتي لم يتم معالجتها حتى الآن حيث ظل الحزب الاتحادي الديمقراطي منقسـما حتى تاريخه.

## دستور الحزب
نعود إلى حزبنا الحديث ( حزب وحدة وادي النيل ) والذي تسجل رسميا في 8 مارس 1999 م كتنظيم سياسي يحق له ممارسة النشاط السياسي والتنافس الانتخابي وفقا لأحكام الدستور والقانون وللعلم فان نشأة الحزب و مقره الرئيسي (الخرطــوم بحـري) ولاية الخرطوم و يتضمن نظامه الأساسي (دستور الحزب) الأهداف والمبادئ وملخصها الآتي:-
- الالتزام بالحرية والشورى والديمقراطية واتخاذ العمل الديمقراطي منهجا للخيار الطوعي الحر للانضمام لعضوية الحزب.
- الالتزام بالعمل الديمقراطي منهجا للوصول إلى السلطة.
- عدم اتخاذ الإكراه أو الإغراء بالمال أو اللجوء إلى القوة والعنف وسيلة لإبداء التأيد أو الولاء.
- السعي الدؤوب لتحقيق الوحدة الداخلية وتبني التحالف والتكتل الداخلي مع أي تنظيمات قانونية ودستورية تطابق أهدافها ومبادئها مع الحزب.
- يلتزم الحزب في إطار سعيه لتحقيق الوحدة بالعمل على تحقيق وحدة شعبي السودان ومصر كنواة لتحقيق وحدة وادي النيل الكبرى.
- يلتزم الحزب بتحقيق رفاهية شعوب وادي النيل واضعا في الاعتبار ما يحدث من تكتلات إقليمية وقارية.
- يلتزم الحزب بتوثيق العلاقات العربية الإفريقية وفق مواثيق جامعة الدول العربية و الاتحاد الإفريقي.
- السعي لتحقيق التنمية المتوازية لكل أقاليم السودان مع التركيز على المناطق الأقل نموا والاقتسام العادل للثروة و السلطة.
- العمل على إحياء اتفاقية التكامل الاقتصادي لجمهوريتي السودان ومصر العربية والسعي لإنشاء سوق مشتركة بين دول حوض النيل.
- العمل على إحياء وإنفاذ اتفاقية الدفاع المشترك مع مصر.
- عدم التمييز بسبب اللون أو العرق أو الوراثة أو النوع أو الطبقة الاجتماعية.
- إقامة علاقات طيبة مع كافة التنظيمات والأحزاب السياسية وانتهاج وسائل سلمية لإظهار الرؤى والأفكار والمواقف لتولي السلطة.
- الالتزام التام بالمواثيق الدولية والإقليمية وعلاقات حسن الجوار وعدم التدخل في شؤون الغير.
- قومية القوات المسلحة السودانية والقوات النظامية واستقلال القضاء وحياد الخدمة المدنية. العمل على خلق تكتلات إقليمية وقارية لدول حوض النيل من المنابع إلى المصب بما في ذلك منطقتي القرن والبحيرات العظمى.